# Jean Dumont (historiographe)
Pour les articles homonymes, voir Jean Dumont et Dumont.
Jean Dumont, né à Rouen (Normandie) le 13 janvier 1667 et mort à Vienne (Autriche) le 13 mai 1727, est un historiographe français. 

## Biographie
D'abord officier, les retards d'avancement le poussèrent à voyager dans plusieurs pays d'Europe. Décidé à faire le récit de ses voyages, il s'établit publiciste, puis professeur de droit public aux Provinces-Unies. Après la publication de quelques pamphlets où il tournait en dérision le gouvernement français, ses éditeurs néerlandais le sollicitèrent d'en publier de nouveaux, car ils s'arrachaient dans les cours d'Europe. Définitivement discrédité en France, il finit par se fixer en Autriche. Les renseignements qu'il recueillit pendant ses voyages lui fournirent la matière de plusieurs ouvrages qui eurent un grand succès et lui valurent l'estime de l'empereur Charles VI, qui le nomma son historiographe et le fit baron de Carlscroon.

## Ouvrages
- Lettres historiques contenant ce qui se passe de plus important en Europe, avec Jacques Bernard, 28 vol., 1692-1710
- Nouveau voyage du Levant par le sieur D. M. contenant ce qu'il a vu de plus remarquable en Allemagne, France, Italie, Malte et Turquie. Où l'on voit aussi les brigues secrètes de Mr. de Châteauneuf, ambassadeur de France à la Cour ottomane, & plusieurs histoires galantes, 1694
- Voyages de Mr Du Mont en France, en Italie, en Allemagne, à Malte et en Turquie, 1699 Texte en ligne
- Mémoires politiques pour servir à la parfaite intelligence de l'histoire de la paix de Ryswyck, 4 vol., 1699
- Recherche modeste des causes de la présente guerre, en ce qui concerne les Provinces-Unies, 1703
- Recueil de divers traités de paix, de confédération, d'alliance, de commerce, etc. faits depuis soixante ans, entre les États souverains de l'Europe, et qui sont les plus importants, les mieux choisis et les plus convenables au temps present, 1707
- Nouveau recueil de traités d'alliance, de trève, de paix, de garantie, et de commerce, faits et conclus entre les rois, princes, et États souverains de l'Europe, depuis la paix de Munster jusques à l'année 1709, 1710 Texte en ligne
- Les Soupirs de l'Europe à la vue du projet de paix contenu dans la harangue de la Reine de la Grande-Bretagne à son Parlement, du 6 / 17 juin 1712, 1712
- Batailles gagnées par le sérénissime prince Fr. Eugène de Savoye sur les ennemis de la foi et sur ceux de l'empereur et de l'empire, en Hongrie, en Italie, en Allemagne et aux Pays-Bas, 1720
- Corps universel diplomatique du droit des gens, contenant un recueil des traités d'alliance, de paix, de toutes les conventions et autres contrats, qui ont été faits en Europe, depuis le règne de l'empereur Charlemagne jusques à présent ; avec les capitulations imperiales et royales et en général de tous les titres qui peuvent servir à fonder, établir, ou justifier les droits et les intérêts des princes et États de l'Europe, 8 vol., 1726[2]. Texte en ligne 1 2 3 4
- Recherche des motifs sur lesquels est fondée la conduite de la Grande-Bretagne par rapport aux affaires de l'état présent de l'Europe, traduit de l'anglais, 1727
- Histoire militaire du prince Eugène de Savoie, du prince et duc de Marlborough, et du prince de Nassau-Frise, où l'on trouve un détail des principales actions de la dernière guerre et des batailles et sièges commandés par ces trois généraux, enrichie des plans nécessaires par M. Dumont, baron de Carelscroon, augmentée d'un supplément par M. Rousset, 3 vol., 1729-1747
- Supplément au Corps universel diplomatique du droit des gens, 5 vol., 1739 Texte en ligne 1 2 3 4 5